# 金融監督管理委員會檢查局
金融監督管理委員會檢查局（簡稱檢查局），為金融監督管理委員會的所屬機關，負責中華民國金融機構的監理檢查業務，對違法事項進行裁罰。並協助中央銀行、中華郵政和全國農業金庫的有關金融檢查工作。

## 沿革
- 2004年隨行政院金融監督管理委員會成立，由中央銀行金融業務檢查處、財政部金融局、財政部保險司和證期會等單位相關業務組成「行政院金融監督管理委員會檢查局」。
- 2012年7月，更名為「金融監督管理委員會檢查局」。

## 歷任首長
局長
- 王儷娟
- 吳桂茂
- 王儷娟
- 張子浩
- 童政彰
- 賴欣國

## 組織
- 局長
  - 副局長
    - 主任秘書

行政組織
- 檢查制度組
- 金控公司組
- 本國銀行組
- 地方金融組
- 證券票券組
- 保險外銀組
- 受託檢查組
- 資訊室
- 秘書室
- 人事室
- 主計室
- 政風室

## 外部連結
- 金管會檢查局 （页面存档备份，存于）